# Operation Ten-gō
Operation Ten-gō (jap. 天号作戦 Ten-gō sakusen, eigentlich 天一号作戦 Ten-ichi-gō sakusen) war die letzte größere Offensivaktion der Kaiserlich Japanischen Marine im Pazifikkrieg und im Zweiten Weltkrieg.
Im April 1945 setzte das japanische Oberkommando einen großen Teil seiner knappen Ressourcen für einen Entlastungsangriff seiner Marine gegen US-amerikanische Landungsstreitkräfte bei Okinawa ein. Das Schlachtschiff Yamato und eine kleine Flotte aus Begleitschiffen wurden kurz nach dem Auslaufen von US-amerikanischen Aufklärungsflugzeugen entdeckt und schließlich durch Luftangriffe versenkt, so dass die Operation abgebrochen wurde, ohne die beabsichtigte Entlastung der auf Okinawa kämpfenden japanischen Heerestruppen erreicht zu haben.
Die Versenkung der Flotte demonstrierte die absolute Luftherrschaft der US-Amerikaner im späten Kriegsverlauf, selbst in unmittelbarer Nähe der japanischen Heimatinseln. Sie war eine letzte Bestätigung dafür, dass das Zeitalter des Schlachtschiffs beendet war und nun Flugzeugträger die Meere dominierten. Das Fehlen jeglicher Luftsicherung für den japanischen Flottenverband verdeutlichte allerdings auch auf tragische Weise die Bereitschaft der japanischen Führung, Menschen und Material in großem Umfang in militärisch weitgehend sinnlosen Aktionen zu opfern, um den US-amerikanischen Vormarsch zu verlangsamen.

## Hintergrund
Zu Beginn des Jahres 1945 hatten sich die Reste der japanischen Flotte nach den verlustreichen Schlachten der Jahre 1943 und 1944 in ihre Häfen auf den japanischen Heimatinseln zurückgezogen. Wegen der knappen Treibstoffreserven und des Mangels an Piloten konnten weder die wenigen Flugzeugträger noch die verbliebenen Schlachtschiffe und Kreuzer größere Aktionen durchführen. An größeren Kriegsschiffen standen nur noch das Flaggschiff der Marine, das Schlachtschiff Yamato, vier ältere Schlachtschiffe, drei Flugzeugträger (ohne Flugzeuge) und ein halbes Dutzend Kreuzer zur Verfügung. Die Seeherrschaft hatte Japan in den eigenen Küstengewässern an US-amerikanische U-Boote verloren, so dass Bewegungen mit Überwasserschiffen außerhalb der Häfen nahezu unmöglich wurden und der Transport von Rohstoffen aus den noch von Japan besetzten Gebieten auf dem asiatischen Kontinent nach Japan zusammenbrach.
Der Höhepunkt des alliierten Island Hopping (Inselspringen) war die Invasion auf den Inseln, die nach japanischem Verständnis zum Heimatland gehörten. US-amerikanische Truppen waren im Juni 1944 auf Saipan gelandet und eroberten im März 1945 Iwo Jima. Aus Mangel an anderen Optionen entwickelten japanische Strategen die Shimpū Tokkōtai- bzw. Kamikazetaktik. Freiwillige wurden im Schnellverfahren zu Piloten ausgebildet und stürzten sich mit ihren Flugzeugen auf US-amerikanische Schiffe, um diese durch mitgeführte Bomben oder Sprengstoff zu zerstören.
Außerdem arbeitete das japanische Oberkommando Pläne für eine Entscheidungsschlacht an vier möglichen Orten aus:
- Operation Himmel Nr. 1 (天一号作戦 Ten-ichi-gō sakusen) für die Region Okinawa
- Operation Himmel Nr. 2 (天二号作戦 Ten-ni-gō sakusen) für die Region Taiwan
- Operation Himmel Nr. 3 (天三号作戦 Ten-san-gō sakusen) für die Region um die südchinesische Küste
- Operation Himmel Nr. 4 (天四号作戦 Ten-shi-gō sakusen) für die Region Französisch-Indochina und Hainan

Da Ende März 1945 die US-amerikanischen Flottenverbände mit der Bombardierung der Insel Okinawa begannen, wird mit Operation Ten-gō üblicherweise die erste der vier Operationen bezeichnet.
Die Vertreter der japanischen Heeresführung erklärten bei einer Lagebesprechung dem Tennō Hirohito, man werde massive Kamikaze-Einsätze gegen die Invasionsflotte starten, um die Insel zu verteidigen. Der Tennō soll daraufhin Admiral Oikawa gefragt haben, was denn die Marine in dieser Sache unternehme. Nach Ansicht mehrerer Historiker soll diese einfache Frage ausschlaggebend für die Planung einer Selbstmordmission der eigentlich schon geschlagenen japanischen Marine gewesen sein. Im Rahmen dieser Mission waren ihre Verantwortlichen in einem Verzweiflungsakt bereit, ihr Flaggschiff und mehrere tausend Seeleute zu opfern, um nicht ihr Gesicht zu verlieren.
Der vom Oberkommandierenden der Kaiserlich Japanischen Marine, Admiral Toyoda Soemu, zusammen mit seinem Stab entwickelte Plan sah vor, dass sich das Flaggschiff der Marine, die Yamato, mit wenigen Sicherungsschiffen den Weg nach Okinawa freikämpfen sollte. Dort sollte sie auf den Strand auflaufen und die aus mehr als 1200 Schiffen bestehende US-amerikanische Invasionsflotte solange beschießen, bis ihr Munitionsvorrat verbraucht war. Die überlebenden Seeleute sollten sich anschließend den japanischen Heerestruppen im Abwehrkampf anschließen. Keine oder allenfalls nur einige wenige Flugzeuge der japanischen Luftwaffe sollten den Flottenverband beschützen, da die wenigen erfahrenen japanischen Jagdflieger den Staffeln der Kamikazeflieger als Begleitschutz zugewiesen waren.
Der gleichzeitige Angriff von See und aus der Luft, so hoffte man, würde die US-Amerikaner zwingen, ihre Kräfte zu zersplittern, und den Kamikaze-Piloten genug Zeit verschaffen, um die US-amerikanischen Flugzeugträger zu versenken oder zumindest auszuschalten. Der Einsatzplan wurde zunächst von den japanischen Stabsoffizieren, die ihn ausführen sollten, wegen der geringen Erfolgsaussichten abgelehnt. Erst der Verweis auf den Wunsch des Tennō und damit des ganzen japanischen Volkes, die Marine möge alles tun, um die Invasion Okinawas zu verhindern, überzeugte auch sie, den Plan zu unterstützen.
Da der Einsatzplan eine Rückkehr der Yamato nach Japan nicht vorsah, erging der Befehl, die Treibstoffbunker des Schiffs lediglich mit genug Treibstoff für den direkten Weg nach Okinawa zu betanken. 2.000 Tonnen Schweröl wurden aus der japanischen Reserve von nur noch 40.000 Tonnen freigegeben, um die Bunker der Schiffe zu füllen. Dabei gab die Verwaltung des Treibstofflagers in Tokuyama (heute: Shūnan) eigenmächtig 6.000 Tonnen mehr Öl an die Flotte ab, als es der ursprüngliche Befehl vorsah. Kranke Besatzungsmitglieder, Seekadetten und anderes nicht benötigtes Personal wurden von den Schiffen, teils unter Protesten, abgezogen und an Land gebracht.

## Schlacht vor Bō-no-Misaki (坊ノ岬沖海戦Bō no Misaki Oki Kaisen)

Kurs der japanischen Flotte und der Weg der US-amerikanischen Flugzeuge

Am 6. April 1945 gegen 16 Uhr verließ die japanische Flotte Tokuyama. Admiral Itō Seiichi, an Bord der Yamato, hatte das Kommando über den Flottenverband bestehend aus Yamato, dem Leichten Kreuzer Yahagi und acht Zerstörern (Asashimo, Isokaze, Kasumi, Fuyuzuki, Hamakaze, Hatsushimo, Suzutsuki, Yukikaze).
Am Abend wurde den japanischen Seeleuten ein außergewöhnlich schmackhaftes Essen serviert und, sonst unüblich, Alkohol ausgeschenkt. Der Angriffsplan war der alliierten Funkaufklärung allerdings nicht verborgen geblieben und bereits wenige Stunden später erkannten die Radargeräte patrouillierender US-U-Boote die japanischen Schiffe, die sich entlang der Küste von Kyūshū nach Süden bewegten. Sie informierten ihre vorgesetzten Stellen über den Kontakt, und am nächsten Morgen stiegen mehrere Aufklärungsflugboote vom Typ Catalina auf, um nach der japanischen Flotte zu suchen. Der japanische Flottenverband, dessen Schiffe inzwischen eine Flugabwehrformation eingenommen hatten, wurde bald entdeckt und beschattet. Versuche der Yamato, die Aufklärer mit einer zur Flugabwehr entwickelten Typ-3-Brandstreumunition (三式焼散弾 san-shiki shōsandan) über ihre Hauptgeschütze abzuschießen, schlugen fehl.

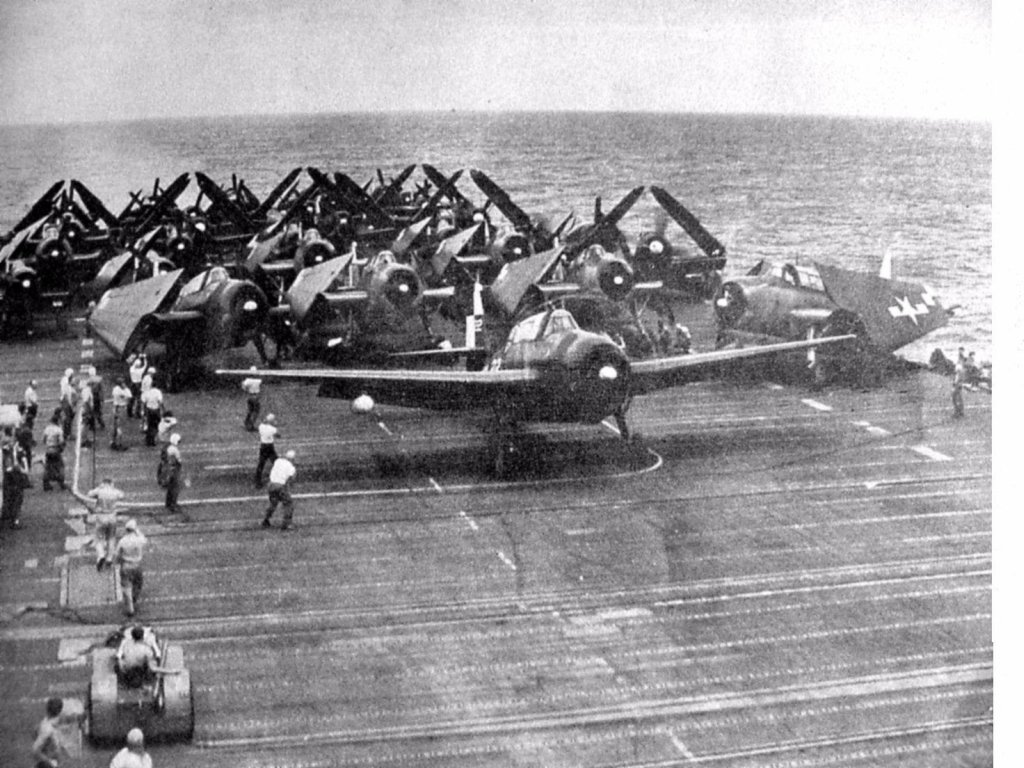
TBF Avenger Torpedobomber im April 1945 auf der Hornet

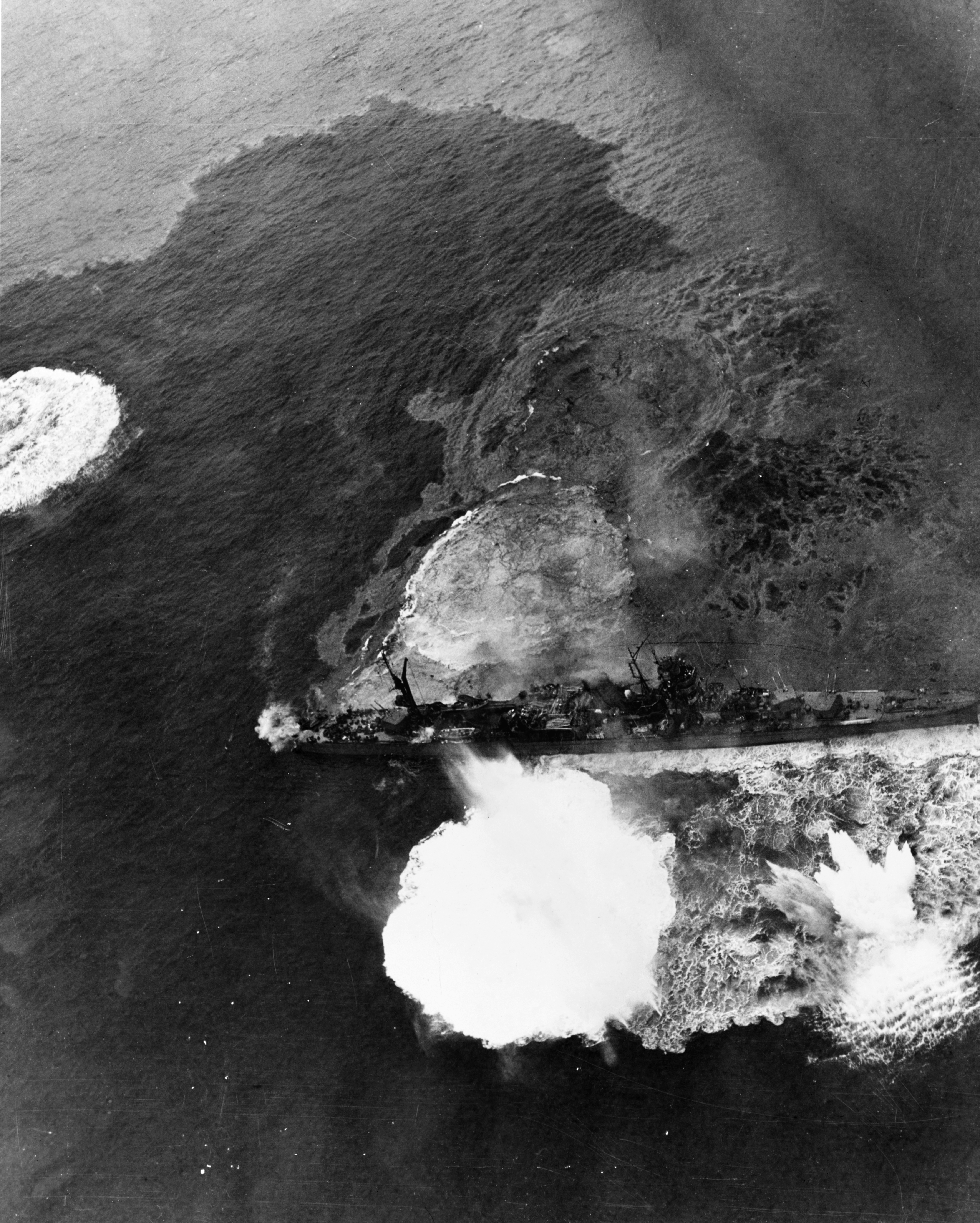
Fliegerbomben explodieren neben der gestoppten Yahagi

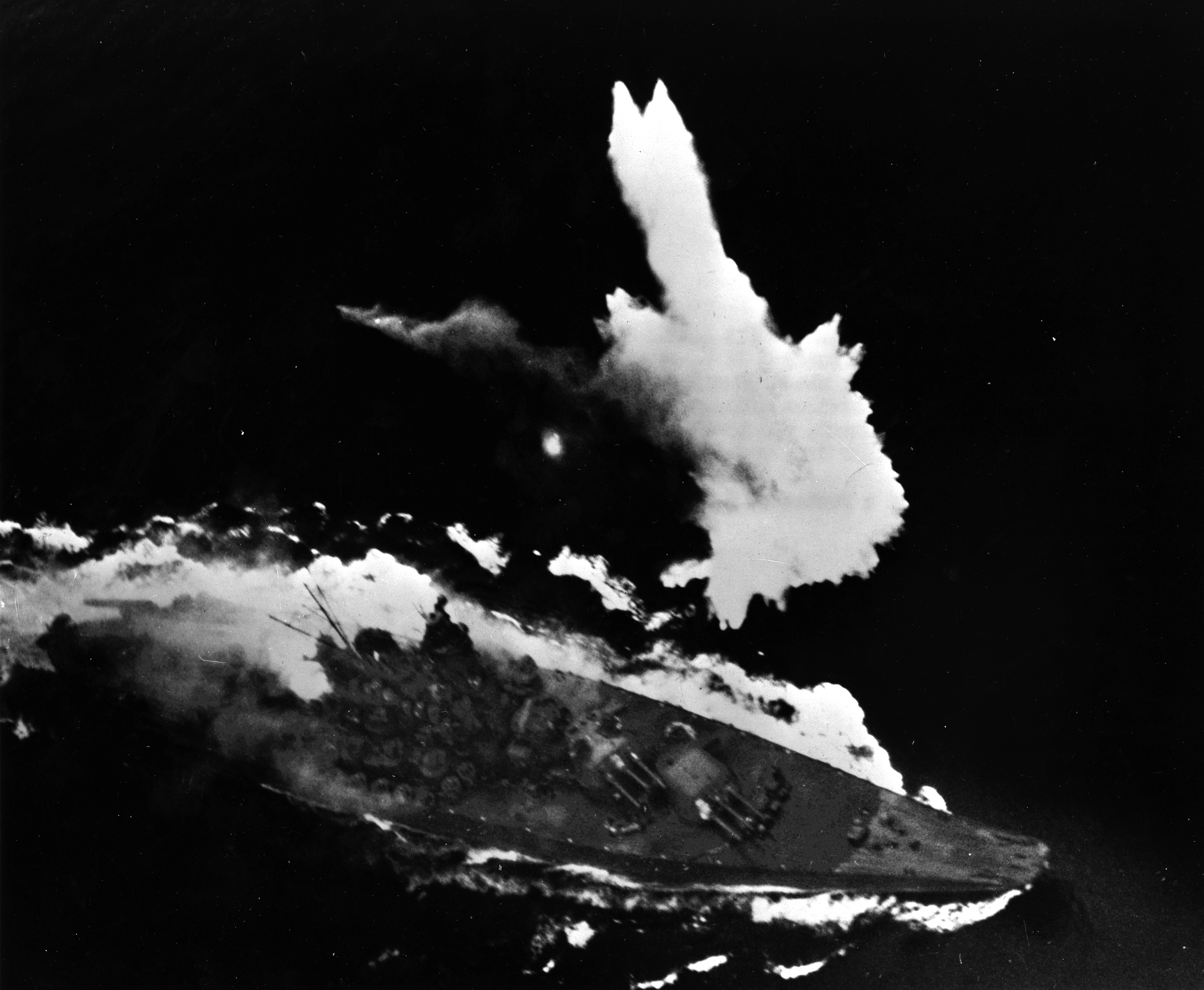
Die Yamato wird knapp von einer Fliegerbombe verfehlt. Trotz erkennbarer Schäden läuft sie noch mit hoher Geschwindigkeit.

Gegen zehn Uhr morgens starteten etwa 400 Kampfflugzeuge in mehreren Wellen von 11 Flugzeugträgern der US-amerikanischen Task Force 58 unter dem Kommando von Vizeadmiral Mitscher, um die japanische Flotte anzugreifen. Neben der beachtlichen Kampfkraft der TF 58 wurden von Admiral Spruance sechs weitere Schlachtschiffe und mehrere Kreuzer unter dem Kommando von Rear Admiral Deyo zu einer Kampfgruppe zusammengestellt, um den japanischen Verband abzufangen, sollten die Luftangriffe scheitern.
Die US-amerikanischen Fliegerstaffeln, bestehend aus F6F Hellcat, wenigen F4-Wildcat-Jagdflugzeugen, SB2C-Helldiver-Sturzkampfbombern und TBM-Avenger-Torpedobombern, benötigten etwa zwei Stunden Flugzeit von der Position ihrer Flotte bei Okinawa bis zu dem japanischen Verband. Wegen der fehlenden Bedrohung durch japanische Jagdflugzeuge konnten die US-amerikanischen Gruppen ihren Angriff ohne Störungen planen und sich in perfekte Positionen manövrieren, bevor um 12:30 Uhr ihr erster Angriff begann.
Während die Jagdflugzeuge die Flugabwehrgeschütze auf den Schiffen direkt angriffen, um die Verteidigungskraft des Verbandes zu schwächen, konzentrierten sich die Piloten der Torpedobomber und die der Sturzkampfbomber auf die Yamato und den leichten Kreuzer Yahagi. Die Masse der Angriffe durch Torpedobomber erfolgte dabei von Backbord, denn man hoffte, die so entstehenden, einseitigen Wassereinbrüche würden die angegriffenen Schiffe schneller zum Kentern bringen. Die japanische Flotte ihrerseits erhöhte ihr Tempo auf 25 Knoten und begann mit Ausweichmanövern, um die Angriffe der Flugzeuge zu erschweren.
Bereits um 12:45 Uhr, nur zwölf Minuten nach Angriffsbeginn, wurde die Yahagi von mehreren Torpedos getroffen, von denen einer den Maschinenraum zerstörte und ein weiterer Schrauben und das Ruder beschädigte, so dass das Schiff manövrierunfähig wurde und hinter die übrigen Schiffe zurückfiel. Die Yamato erhielt nur einen Torpedotreffer und zwei Treffer durch panzerbrechende Fliegerbomben, die die Geschwindigkeit und Verteidigungsbereitschaft nicht merklich verringerten. Jedoch hatte eine der Bomben das Deck zwischen dem Hauptgeschützturm achtern und dem angrenzenden 155-mm-Geschützturm der Mittelartillerie durchschlagen und ein Feuer zwischen den beiden Munitionskammern unterhalb der Türme ausgelöst, das in den nächsten eineinhalb Stunden nicht gelöscht werden konnte. Auch drei der begleitenden Zerstörer, Isokaze, Hamakaze und Suzutsuki, wurden getroffen. Die Hamakaze ging unter, die Isokaze musste später aufgegeben werden, und die Suzutsuki fiel schwer beschädigt zurück.
Der Angriff der zweiten Welle von US-Flugzeugen begann um 13:20 Uhr und konzentrierte sich nahezu ausschließlich auf die Yamato. Sie erhielt innerhalb kurzer Zeit mindestens acht Torpedotreffer und 15 Treffer durch schwere Bomben. Die Bomben zerstörten das Feuerleitsystem des Schiffes, so dass die Flugabwehrgeschütze nur noch manuell ausgerichtet werden konnten und bei der Auswahl der Ziele weit weniger wirksam zusammenarbeiten konnten. Eine Bombe zerriss zwei 25-mm-Geschütze, durchschlug das Deck und explodierte im Bereitschaftsraum der Backbord-Schadenskontrollmannschaft, eine weitere detonierte in der Offiziersmesse, in der das Notlazarett eingerichtet worden war. Die Wassermassen, die durch verschiedene Risse in der Backbordseite eindrangen, machten bald einen Ausgleich der eingetretenen Schlagseite nötig. Mehrere Abschnitte im Unterdeck wurden daraufhin gezielt geflutet, und weitere wurden durch einen Torpedotreffer an Steuerbord unter Wasser gesetzt, wobei mehrere hundert Seeleute in den Abteilungen ertranken, wodurch die Schlagseite allerdings deutlich reduziert wurde, so dass das Schiff seinen Kurs mit verlangsamter Fahrt fortsetzen konnte. Die bereits manövrierunfähige Yahagi wurde unterdessen von mehreren Bomben getroffen und begann zu sinken. Um 14:05 Uhr wurde der Befehl gegeben, das Schiff zu verlassen. Der Zerstörer Asashimo, der wegen Maschinenproblemen hinter die japanische Formation zurückgefallen war, wurde mit seiner gesamten Besatzung versenkt.

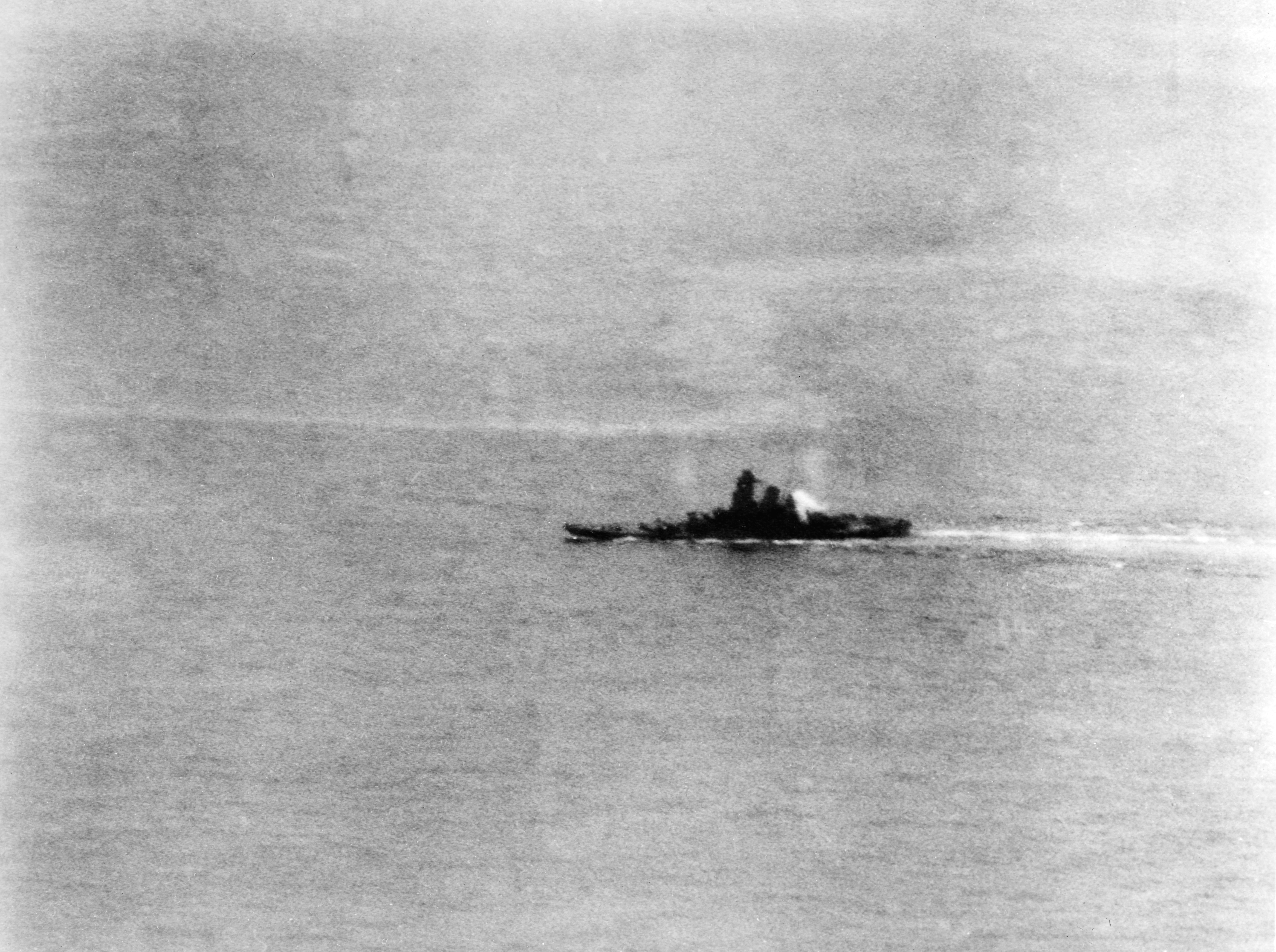
Die Yamato brennt noch immer zwischen den Geschütztürmen an achtern, hat erkennbare Schlagseite nach Backbord und macht kaum noch Fahrt.

Die dritte Angriffswelle der Trägerflugzeuge konzentrierte sich ebenfalls auf die Yamato. Nach weiteren Torpedo- und Bombentreffern fiel die Maschinenleistung des Schiffes auf ein Minimum, und die Schlagseite erreichte erneut über 20°. Gegen 14:20 Uhr wurde per Lautsprecher der Befehl gegeben, das Schiff zu verlassen.
Um 14:23 Uhr kenterte die Yamato, und eine schwere Explosion zerriss das Schiff. Nach der Versenkung des japanischen Flaggschiffs wurden die US-amerikanischen Luftangriffe weitgehend eingestellt. Die verbliebenen japanischen Zerstörer begannen mit der Rettung der Überlebenden. Der dienstälteste Offizier, Taisa Yoshida, auf dem Zerstörer Fuyutsuki informierte das Hauptquartier über die Verluste und erbat neue Befehle. Gegen 16:22 Uhr wurden die überlebenden Besatzungsmitglieder des noch schwimmenden Zerstörers Kasumi geborgen und das Wrack durch eigene Torpedos versenkt. Auch die Seeleute der sinkenden Isokaze wurden gerettet. Um 17:50 Uhr wurde der Befehl des Hauptquartiers, die Operation abzubrechen, von den Resten der japanischen Flotte empfangen. Die US-Amerikaner hatten zehn Flugzeuge durch das Flugabwehrfeuer verloren, Dutzende weitere wurden, teils irreparabel, beschädigt und mussten nach ihrer Rückkehr aufgegeben werden. US-amerikanische Rettungsflugzeuge bargen zumindest einen ihrer abgeschossenen Piloten kurz nach der Schlacht. Am Morgen des 8. April erreichten drei der vier verbliebenen japanischen Zerstörer Sasebo. Der Zerstörer Suzutsuki, dessen Bug von einem Torpedo abgerissen worden war, kam, über das Heck steuernd, aus eigener Kraft erst gegen Nachmittag an. Die japanische Führung hielt den Untergang der Flotte fast einen Monat lang geheim, bevor man die Angehörigen der Seeleute informierte.

## Nachspiel
Das Ende der Operation Ten-gō beendete auch die Offensivtätigkeit der japanischen Überwasserschiffe im Zweiten Weltkrieg. Die Masse der noch verfügbaren Schiffe wurde an ihren Liegeplätzen aus der Luft zerstört oder fiel Minen und U-Booten zum Opfer. Die Kamikazeangriffe der japanischen Heeresflieger gegen die US-Flotte wurden zwar wie geplant am 7. April durchgeführt, schlugen jedoch fehl. Nur fünf US-amerikanische Schiffe, darunter der Flugzeugträger Hancock, wurden beschädigt, während etwa 100 japanische Flugzeuge verlorengingen.
Das Schicksal der Flotte und insbesondere der Untergang der Yamato hielten bald Einzug in die Kultur Japans. Die Bevölkerung bezeichnete sich schon immer als das Yamato-Volk, so dass der Untergang des gleichnamigen Schiffes wie ein Menetekel für das japanische Volk und seine Anstrengungen im Krieg wirken musste und teilweise noch heute zum Opfergang stilisiert wird. Für die US-amerikanische Marine spielte die Versenkung der japanischen Flotte keine besondere Rolle. Man nahm lediglich zur Kenntnis, dass die Bedrohung durch ein weiteres japanisches Schlachtschiff ausgeschaltet worden war.